# Silvana Arias
Silvana Arias (Lima, 7 de abril de 1977) es una actriz peruana, residente en Miami.

## Biografía
Hija del cantante y actor peruano Nelson Arias; estudió en el Colegio San Antonio de Mujeres del Callao; luego de ello se graduó como Diseñadora.
Empezó en las telenovelas peruanas: María Emilia, querida, Pobre diabla y Soledad.
En 2002 viajó a Miami para participar en la telenovela Gata salvaje de Venevisión. Al siguiente año fue contratada por Telemundo para participar en Amor descarado; luego de ello participó en la serie Karen Sisco de la ABC.
En 2004 se mudó a Los Ángeles y empezó a participar en la telenovela americana Passions de la NBC; la telenovela terminó en 2007.
En 2008 participó en Starting Under, película de televisión producida por Warner Bros. Al siguiente año fue parte de la serie Cold Case de Warner Channel. 
A fines de 2009 regresa a Miami, donde Telemundo la contrata para el papel de Verónica Jessica Murillo en Perro amor.
Desde 2011 actúa en la serie de Nickelodeon Grachi, interpretando a Ivis una bruja del consejo.
Participó en 2013 en 11-11: En mi cuadra nada cuadra, una serie juvenil de la misma cadena y donde interpretó a Mariana Valle. 
Formó parte del elenco de la película Locas y atrapadas junto a Denise Quiñones, Melymel, Sabrina Gómez, etc. La película se estrenó en República Dominicana el 13 de febrero de 2014.
Recientemente la pudimos ver en la telenovela de Telemundo En otra piel, protagonizada por María Elisa Camargo, Jorge Luis Pila, David Chocarro y Vanessa Villela en donde da vida a Maite, una simpática joven que contagia con su alegría y picardía a todos los que la rodean.
Participó en la película Hondureña The Zwickys, fue filmada en Siguatepeque Honduras y producida en 2014, tuvo la oportunidad de trabajar con los hondureños como ser Edwin Lagos, Álvaro Matute, etc, también trabajo junto al cubano Mario Cimarro y la mexicana Laisha Wilkins.
Actualmente se encuentra grabando una nueva telenovela de Telemundo, ¿Quien es quién? interpretando a la Cocó. En esta novela comparte créditos con Eugenio Siller, Danna Paola, Laura Flores, entre otros.

## Filmografía
- Milagros de Navidad (2017) Como Lolita
- La fan (2017) como Barbára Blanco
- ¿Quien es quién? (2015) como Socorro "La Cocó"
- Tómame o déjame (serie de televisión) (2015) como Raquel
- En otra piel (2014) como Maite González.
- Locas y atrapadas (2014) como Sabrina.
- 11-11: en mi cuadra nada cuadra (2013) como Mariana Valle.
- Grachi (2012) como Ivis (Bruja del Consejo).
- Encrucijada, sin salud no hay nada (2011)
- Las Ángeles (2010) como Martha.[2]
- Perro amor (2010) como Verónica Jessica Murillo.
- Pecadora (2009) como Violeta.
- Cold Case (2009) como Piedad Luque.
- Starting Under (2008) como Rosa.
- Passions (2004-2007) como Paloma López-Fitzgerald.
- Cold Case (2007) como Piedad Luque
- The Trip (2007) como Silvana.
- Karen Sisco (2003)
- Amor descarado (2003) como Constanza "Coni" Valdez.
- Gata salvaje (2002) como Jimena Arismendí.
- Soledad (2001) como Lucía Reyes.
- Pobre diabla (1999) como Carmen.
- María Emilia, querida (1999) como Susana "Susanita" Peña.

## Premios y nominaciones
| Año  | Premiación       | Categoría               | Trabajos     | Resultados |
| ---- | ---------------- | ----------------------- | ------------ | ---------- |
| 2014 | Premios Tu Mundo | Mejor actriz de reparto | En otra piel | Nominada   |